# Kiwa hirsuta

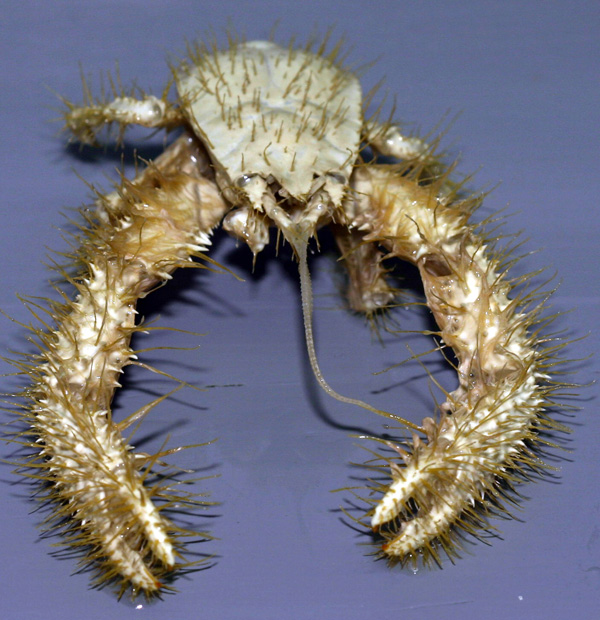
Kiwa hirsuta

Kiwa hirsuta je desetinohý bílý korýš, představitel nového rodu Kiwa i nové čeledi korýšů, Kiwaidae. Vzhledem k ochlupení mu objevitelé přezdívají „krab-yetti“ nebo „humr-yetti“.

## Popis
Korýš je dlouhý přibližně 15 cm, je vzhledem k nedostatku očního pigmentu zřejmě slepý, má bílou barvu těla a jeho klepeta i ostatní končetiny jsou porostlé bělavě nahnědlými chloupky. Žije v blízkosti hlubokomořských vývěrů hydrotermálních pramenů (černý kuřák). V jeho ochlupení byly nalezeny symbiotické bakterie, o nichž se předpokládá, že mohou detoxikovat jedovaté sloučeniny, obsažené ve vodě hydrotermálních vývěrů. Nevylučuje se, že se korýš může těmito bakteriemi živit, i když se předpokládá, že jinak jde o masožravce.

## Historie
Korýš byl objeven v dubnu 2005 v průběhu oceánografické expedice organizované Robertem Vrijenhoekem z amerického výzkumného ústavu Monterey Bay Aquarium Research Institute v Monterey, CA, (USA) ve spolupráci s francouzským ústavem Ifremer v Brestu do oblasti Pacifiku jižně od Velikonočního ostrova poblíž hydrotermálních vývěrů na vrcholcích podmořského pohoří Východopacifický práh v houbce kolem 2200 m. Odběr se uskutečnil pomocí ponorky DS Alvin, operující z výzkumné lodi RV Atlantis.
Vzhledem k výjimečnosti, zejména silně zakrnělým očí bez pigmentu a ochlupení, a na základě molekulárních dat byl zařazen do nově vytvořené čeledi korýšů. Jde o první případ od konce 19. století, co byla vytvořena nová čeleď v tomto řádu mořských živočichů.
Oficiálně byl pojmenován v lednu 2006 při publikaci v časopise Zoosystema, vydávaném institucí Muséum national d'histoire naturelle.

## Původ jména
Rodové jméno korýše je odvozeno od polynézské bohyně korýšů „Kiwa“; druhový přívlastek „hirsuta“ v latině znamená „ochlupený“.